# Ceratozamia morettii
Ceratozamia morettii är en kärlväxtart som beskrevs av Vazques Torres och Vovides. Ceratozamia morettii ingår i släktet Ceratozamia och familjen Zamiaceae. IUCN kategoriserar arten globalt som starkt hotad. Inga underarter finns listade i Catalogue of Life.